# Famille Rozgonyi
Rozgonyi est le patronyme d'une ancienne famille aristocratique hongroise. Elle a donné au XVe siècle plusieurs personnalités influentes.

## Histoire
La famille Rozgonyi est originaire du comté de Fejér. Elle remonte à László, fils de Rénold, cité en 1339.

## Personnalités
- Simon Rozgonyi (en) († 1414), juge suprême du Royaume de Hongrie, il fut un partisan de Ladislas Ier de Naples contre Sigismond de Luxembourg. Père des suivants :
  - Simon Rozgonyi (hu) († 1444), évêque de Veszprém (1428-1439) puis de Eger (1439-1444) et grand chancelier (főkancellár) de Hongrie (1441-1444), il est tué lors de la bataille de Varna.
  - István Rozgonyi (hu) († 1443), főispán de Pozsony. Frère du précédent.
  - George Rozgonyi (en) († ca 1458), juge suprême du Royaume de Hongrie (1441-1446) et l'un des sept "capitaines en chef" du royaume entre 1445 et 1446. Frère du précédent.
- Péter Rozgonyi (hu) († 1438), évêque de Veszprém (1417-1425) puis de Eger (1425-1438).
- István Rozgonyi (en) († après 1440), főispán de Temes (1427-1438). Époux de Cecília Rozgonyi (en) née Szentgyörgyi.
- János Rozgonyi (en) († 1471), voïvode de Transylvanie (1441–1458 ; 1459–1461), il fut également főispán de Sopron et de Vas (1449–1454), comte des Sicules (1457–1458) et juge suprême du Royaume de Hongrie.

### Sources
- Engel, Pál (2001) : The Realm of St Stephen: A History of Medieval Hungary, 895–1526, I.B. Tauris Publishers  (ISBN 1-86064-061-3).
- Markó, László (2006) : A magyar állam főméltóságai Szent Istvántól napjainkig: Életrajzi Lexikon (Grands commis de l'État hongrois de St-Étienne à nos jours), Helikon Kiadó  (ISBN 963-547-085-1).